# 121133 Kenflurchick
121133 Kenflurchick è un asteroide della fascia principale. Scoperto nel 1999, presenta un'orbita caratterizzata da un semiasse maggiore pari a 2,3868692 au e da un'eccentricità di 0,2154862, inclinata di 9,72975° rispetto all'eclittica.